# Étienne Viard
Étienne Viard, nacido el año 1954, es un artista escultor francés. Vive y trabaja en Vaucluse.
De formación autodidacta, Étienne Viard se interesó inicialmente por la cerámica, posteriormente se consagró a la escultura, trabajando el acero corten.
Ha realizado exposiciones colectivas e individuales en diferentes localidades de Francia desde la década de 1990; además ha participado en ferias de arte en París. En el año 2010 presentó sus obras en el Gran Teatro de Angers - con Jean Pierre Schneider. En 2004 y 2005 expuso en Nueva York, Estados Unidos.
Entre los encargos públicos realizados por Étienne Viard, se encuentra una pieza para el Liceo de Saint-Astier de la Dordoña.